# Markina Gora
Markina Gora (ook: Kostjonki-14) is een laatpaleolithische archeologische vindplaats nabij het dorp Kostjonki, district Chocholski van de oblast Voronezj. Het bevindt zich op het tweede terras boven de uiterwaarden van de rechteroever van de Don, op een kaap genaamd Markina Gora. Het behoort tot het Kostjonki-Borsjtsjovo-complex van sites uit het stenen tijdperk. 

## Geschiedenis van de opgravingen
Volgens Andrej Sinitsyn leidden de opgravingen op Markina Gora tot de ontdekking van een voorheen onbekende laag van de oudste laatpaleolithische sites van Oost-Europa, en tot de vondst van archeologisch materiaal dat voor deze periode onverwacht was. De leeftijd van de ten minste drie cultuurlagen werd bepaald door hun stratigrafische positie onder een horizon van vulkanische as, waarvan de vorming verband hield met een van de mega-uitbarstingen van het vulkanische systeem van de Campi Flegrei in Italië, daterend uit 39.280 ± 110 BP. Radiokoolstof- en optisch gestimuleerde luminescentiedatering-data voor deze cultuurlagen lagen binnen het bereik van 34-44.000 jaar, en ook de palynologische analysegegevens zijn niet in tegenspraak met de geologische ouderdom van de afzettingen. 
De culturen vertegenwoordigd in lagen III en IV op de Kostjonki-14-site volgden het Aurignacien-ontwikkelingspad. Onder de Aurignacien-lagen werd de aanwezigheid van drie cultuurlagen geregistreerd, waarvan de onderste (IVb), die een voorheen onbekende culturele traditie aangaf, dateerde van 42-44.000 BP.
Laag II van de Kostjonki 14-site behoort tot de Gorodtsovcultuur. De veronderstelling van Sinitsyn in 1982 over de mogelijke toeschrijving van de inventaris van laag III van Kostjonki 14 aan de Gorodtsovcultuur was niet gebaseerd op de gelijkenis van gereedschapsvormen, maar op het contrast van de assemblage met het vroege Gravettien-type II van de Kostjonki-8 cultuurlaag.

## Materiële cultuur
In de cultuurlagen werden klingen, schrabbers, stekers en dierlijke botten (voornamelijk van wilde paarden) gevonden.
De twee onderste cultuurlagen vertegenwoordigen de overblijfselen van nederzettingen van 40.000 jaar oud:
1. het resultaat van een eenmalige drijfjacht
2. geassocieerd met vissen en netten weven

De been-bewerking en de sierkunst waren hoog ontwikkeld, en omvatte versierde piercings en schelpjes met kunstmatige gaatjes. Het bestaan van de nederzetting werd onderbroken door een catastrofale gebeurtenis.
In een van de lagen werd een fragment van de tweede linkerrib van een mammoet gevonden met daarin een punt van mammoetslagtand.
In de onderste cultuurlaag IVb werden een steenwerkplaats en de oudste nederzetting van de moderne mens in Oost-Europa ontdekt. Gepolijst gereedschap gemaakt van slagtanden, botten en hoorns werd gebruikt voor het verwerken van leer en huiden (hoogstwaarschijnlijk voor het gladmaken van naden). Een hanger uit de schelp van het Zwarte Zee-weekdier Nassarius nitidus kan duiden op handelsbetrekkingen en mogelijk op de oorsprong van de menselijke populatie. De laag bevatte ook weekdiertanden en haaientanden, blijkbaar naar de locatie gebracht. Ze werden mogelijk als decoratie gebruikt.

## Antropologie en paleogenetica

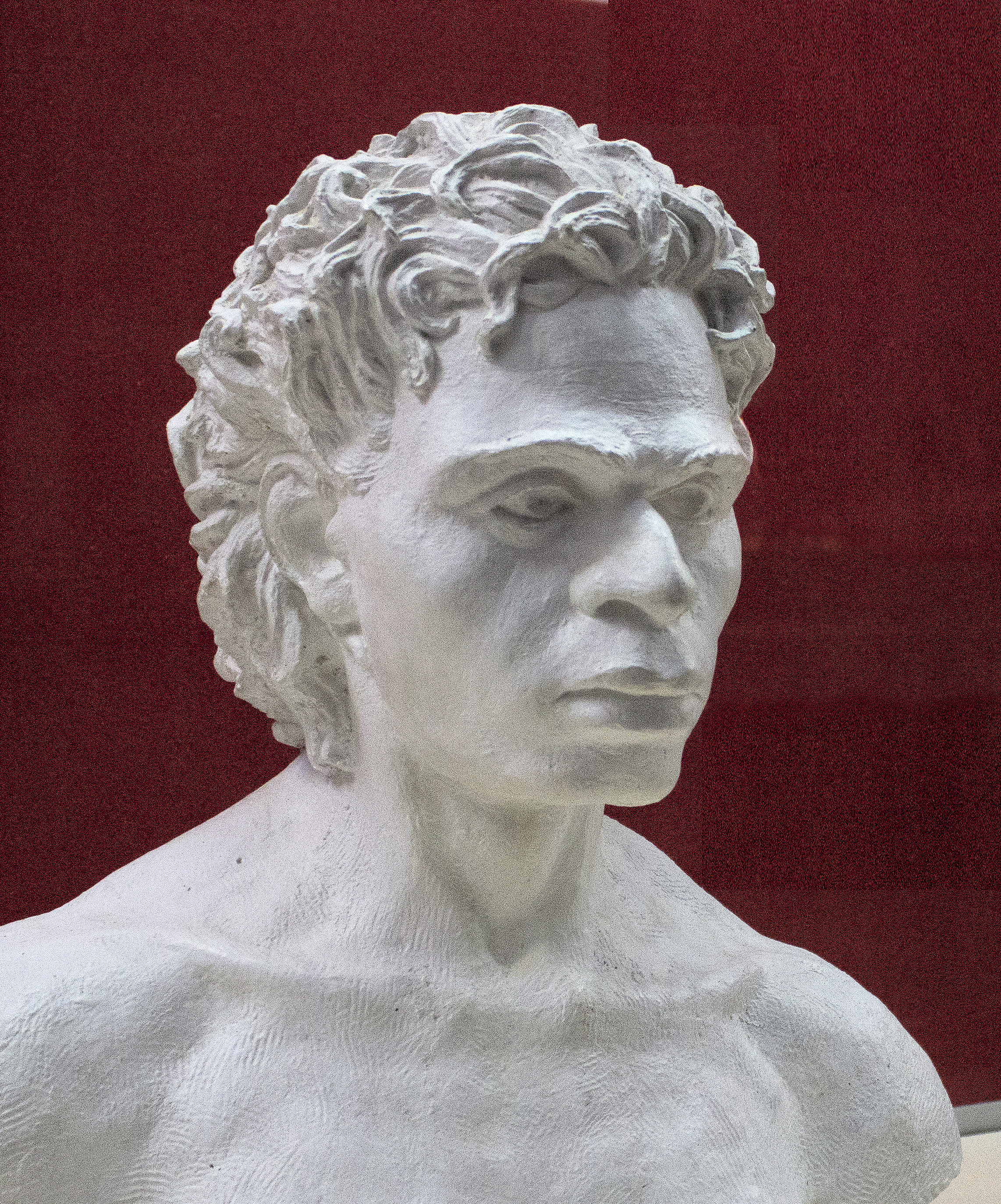
reconstructie van K-14

In de derde cultuurlaag werd in 1954 een ondiep ovaal graf gevonden met daarin het bijna complete skelet van een 21-jarige man, K14, ongeveer 37.000 BP begraven. Blijkbaar werd de man vastgebonden in de grond gelegd, met zijn armen naar zijn borst getrokken. Één vinger van de man kwam in zijn mond terecht. Er werd geen enkel voorwerp bij hem in het graf gelegd. Zijn lengte is klein, 160 cm. Het volume van zijn hersenholte is slechts 1165 cm³.
De menselijke resten werden gekenmerkt door een kleine gestalte (160 cm), smal gezicht, brede neus en prognathisme. De latere populatie van de Kostjonki-sites had echter al een "Cro-Magnoide" uiterlijk. 
Qua lichaamsbouw en uiterlijk verschilde de man van Markina Gora niet fundamenteel van moderne mensen. Volgens de meeste bestudeerde metrische kenmerken en indexwaarden ging de structuur van het postcraniale skelet van K-14 niet verder dan de variaties van de huidige mens.
Er zijn enkele "tropische" kenmerken: een zeer smalle schedel, een laag en smal gezicht, een scherp uitsteken van het gezicht, en een zeer brede neus. Aanvullend craniologisch onderzoek van de K14-schedel bracht echter een Europees karaktercomplex aan het licht zonder een merkbare equatoriale tendens. De sterk uitstekende neusbeenderen zijn vergelijkbaar met die van latere Europeanen. Waarschijnlijk kan alleen het sterk uitsteken van de bovenkaak als een "zuidelijk" kenmerk worden beschouwd. Alle andere karakteristieken kunnen manifestaties zijn van normale variabiliteit. Afbeeldingen van de botten van beide K14-armen, verkregen door microtomografie en radiologische microscopie, toonden een vrijwel volledige afwezigheid van mergholtes binnen de pijpbeenderen. 
K14 stierf aan een maagwond, die het gevolg zou kunnen zijn van een ongeluk of mogelijk een opoffering. Hij werd begraven met gebogen knieën, zijn benen onnatuurlijk dicht tegen zijn buik en zijn armen tegen zijn borst gedrukt. Het lichaam van de overledene was ingebakerd of vastgebonden en bedekt met oker, rijen benen kralen en poolvossentanden. De kleding bestond uit een jas van leer of bont (zoals een malitsa over het hoofd gedragen), een lange leren broek en genaaide leren schoenen. De hoofdtooi was een hoed gedecoreerd met poolvossentanden.
Het kleine volume van de schedel van Kostjonki-14 geeft aan hoe vreemd deze vondst is ten opzichte van andere vroege moderne mensen uit het laatpaleolithicum. Volgens multidimensionale analyse verscheen de schedel van Kostjonki-14 naast de schedel van Soengir-1 en dichtbij vondsten uit de Grotte des Enfants en de abri de Cro-Magnon, maar metrische kenmerken en visuele analyse duiden op een gebrek aan gelijkenis tussen deze vormen. De constitutionele habitus van de persoon uit Kostjonki-14, gekenmerkt door een laag gewicht, kleine gestalte, gratie en lage lichaamsdichtheid, is het tegenovergestelde van het skelet uit het dubbelgraf van Oberkassel. De lichaamskenmerken van de man uit Kostjonki-14 zijn ook tegengesteld aan de man uit Soengir, die zich onderscheidde door brachymorfie, grote lengte, een grote conventionele volume-indicator en een hoge verhouding tussen lichaamsmassa en oppervlak. Misschien vertegenwoordigde de ontdekking van de mens van Markina Gora het bewijs van het vroege doordringen van een bevolking op de Russische vlakte die zelfs onder warmere omstandigheden niet was aangepast aan het plaatselijke leven. V.P. Aleksejev sprak ook over een mogelijk niet-autochtone oorsprong van K-14.
De Markina Gora-schedel is vergelijkbaar met de schedel van de Taza I-site in Algerije, die dateert van 16.100 BP.
In Kostjonki-14 werd de mitochondriale haplogroep U2 aangetoond, gebruikelijk in moderne populaties in Europa, Noord-Afrika en West-Azië (subclade U2*) en de Y-chromosomale haplogroep C1b-F1370 (subclade C1b1-K281>Z33130>Z33130*), geïdentificeerd in moderne inwoners van China. De C1b1-K281-lijn, waartoe Kostjonki 14 behoort, werd ongeveer 47.300 jaar BP. gescheiden van de Australische-Papoea-lijn C1b-Z31885. 
Het K14-genoom werd gesequenced tot een dekking van 2,806x. 3,60% van het K14-genoom is van neanderthaler-oorsprong (95% betrouwbaarheidsinterval van 2,70% tot 4,40%), en er is helemaal geen vermenging van Denisova-DNA. Kostjonki 14 had een grote kans op bruine ogen (>0,99) en een grote kans op donker haar (0,60-0,99). Hij had alleen allelen met een donkere huidskleur op positie rs16891982. Op positie rs1426654 had Kostjonki 14 vier allelen voor een donkere huid en één allel voor lichte pigmentatie.